# Cybaeus longus
Cybaeus longus är en spindelart som beskrevs av Paik 1966. Cybaeus longus ingår i släktet Cybaeus och familjen vattenspindlar. Inga underarter finns listade i Catalogue of Life.